# Taratata
Taratata es un programa musical de la televisión francesa realizado en directo en el que actúan los cantantes de pop y rock más importantes de Francia, y los cantantes extranjeros de más éxito en el país.
El show es presentado desde su debut en 1993 por Nagui, e inicialmente se emitía a través de la cadena de TV France 2. Este show normalmente ofrece a los espectadores sorpresas y duetos de los cantantes, actuaciones en directo de los mismos y entrevistas con ellos.
El programa fue cancelado en el 2000, pero regresó en abril de 2005 en la cadenas públicas Francesa France 4, una vez más, una vez por semana en prime-time, France 3 y una vez cada media noche a través de France 2 y de Europe 2.
Los artistas que han pasado por este programa han sido, entre otros, Metallica, Sophie Ellis-Bextor, Alizée, Devendra Banhart, Katie Melua, Ayo, Coldplay y Lady Gaga. El jefe técnico de la iluminación del programa, Jean-Philippe Bourdon, fue premiado con dos Step d'Ors en 1994 y en 1995.
En Canadá, el show es programado a través de la cadena canadiense TV5, y a través de toda Europa se puede ver en TV5 Monde Europe los sábados por la noche.